# Красницкие

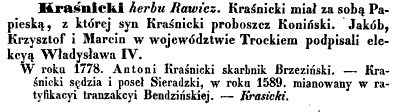
Текст из «Польского гербовника» Каспера Несецкого.

Красни́цкие (пол. Kraśniccy) — польский шляхетский род герба «Равич» (Kraśnicki, herb Rawicz). Так же род Красницких был признан дворянским в Российской империи и был включён в «Малороссийский гербовник» (авторы В. К. Лукомский, В. Л. Модзалевский).

## Описание герба
В жёлтом поле — чёрный медведь (Барибал), на котором восседает дева, по-царски одетая, в красном или серебряном платье, в короне, с распущенными волосами, с руками, расставленными подобно кресту, поднятыми к небу. Над короной и шлемом два оленьих рога, между ними — медведь, в середине стоящий, с опущенной левой лапой, которая находится спереди; другой же лапой подносит к себе розу на стебле.

## История рода
Красницкие (польск. Kraśnicki) происходят из имения Красницы (Польша, Лодзинское воеводство, Опочненский повят, Опочно (гмина)), о чём упоминает в своей хронике Ян Длугош. Род Красницких употребляет герб Равич (пол. Rawicz) и принадлежит к наиболее древним и именитым родам Королевства Польского.
Деревня Красница являлась их родовым гнездом. Судя по всему они и построили в 1440 г. первый костёл в этой деревне — костёл св. Андрея и св. Войцеха.
Первые документальные свидетельства, относящиеся непосредственно к роду Красницких, употребляющих герб Равич, относятся к XIV веку. А начиная с конца XVIII века можно достоверно точно проследить каждое поколение рода, вплоть до современных представителей.

## Девиз рода
«Превращение Конфузии в Викторию».

## От Корнея Красницкого
Известное описание рода Красницких по поколениям, начиная с Корнея Красницкого.

### I колено
Корней Красницкий.

### II колено
Константин Корнеевич Красницкий, сын Корнея Красницкого. Родился 24 сентября 1873 года (о чём записано в его свидетельстве о дворянстве и в документах архивного фонда «Киевское дворянское депутатское собрание»). Римско-католического вероисповедания. Занимал высокие посты на русской государственной службе. Жена — Елена Мауберг (баронесса Елена фон Мауберг).

### III колено

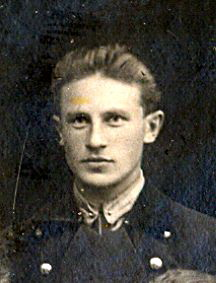
Ян Красницкий в студенческие годы (1925 г.)

Ян (Иван) Константинович Красницкий, сын Константина Корнеевича Красницкого. Родился 15 марта 1905 года, Киев — умер в заключении, предположительно 1950 год. Поляк, образование высшее. Из дворян. Во время Первой мировой войны Ян Красницкий переехал в Минск, поселился у родственников. В Советской Белоруссии получил высшее образование, связанное с применением химии в горном деле. Счетовод ППО. 14.07.1937 года в ходе массовой репрессии был несправедливо обвинён в контр-революционной агитации и осуждён 26.09.1937 ОСО НКВД СССР на десять лет исправительно-трудовых лагерей. Зимой 1941 года, Ян, как специалист с высшим образованием, попал под действие амнистии, и направлен на пороховой завод. После войны был вновь несправедливо обвинен, арестован и в 1948 году осуждён. Через два года умер в заключении. В 1989 году был официально оправдан и признан невиновным по всем статьям обвинений. Жена — Ядвига Вышинская.

### IV колено
Борислав Янович(Иванович) Красницкий, сын Яна(Ивана) Константиновича Красницкого. Жена — Анна Чечот.

### V колено
Александр Бориславович Красницкий, сын Борислава Яновича(Ивановича) Красницкого.
Жена — Марина Нильская-Лапинская.

### VI колено
Арсентий Александрович Нильский-Красницкий, сын Александра Бориславовича Красницкого. Президент Интернационального дворянского клуба «Szlachta», член-корреспондент Международной академии наук о природе и обществе.

## От Ивана Степановича Красницкого
Ветвь Рязанского дворянского рода, основанная выходцем из духовного сословия, ряжским уездным лекарем, коллежским асессором Игнатием Степановичем Красницким, который 19.08.1833 внесён в III часть ДРК Рязанской губернии

### I колено
Игнатий Степанович Красницкий (р. 1781) — коллежский асессор. Ряжский уездный лекарь.
После окончания С.-Петербургской Медико-Хирургической Академии определен лекарем 2-го кл. в Ахтырский гусарский полк 18.06.1809; направлен ординатором в Бухарестский военный госпиталь 9.03.1810; переведён в Северский драгунский полк 14.02.1811; определён младшим лекарем 1-го кл. 14.04.1811; пожалован в штаб-лекари 31.12.1813; получил в подарок бриллиантовый перстень, стоимостью в 500 руб. 23.04.1814; переведён в Тенгинский пехотный полк 16.05.1814; определён старшим лекарем 1-го кл. 17.01.1815; награждён золотыми часами 9.02.1815, бриллиантовым перстнем, стоимостью в 400 руб. – 2.03.1815; назначен старшим лекарем в Эстляндский пехотный полк 12.08.1818; награждён орденом Св. Анны 3-й ст. 30.08.1821; уволен от службы 30.01.1823; определён уездным врачом в г. Ряжск 4.11.1825; пожалован в коллежские асессоры 6.10.1826. Имел серебряную медаль в память Отечественной войны 1812 года. За ним в 1833 состояло 6 душ в Ряжском уезде. 19.08.1833 внесён в III часть ДРК Рязанской губернии. Жена — Каролина Давыдовна Гассер (ум. до 1821).

### II колено
Ясон Игнатьевич Красницкий, сын Игнатия Степановича Красницкого  (р. 12.05.1817). Крещён 13 мая в Симеоновской церкви г. Витебска; восприемники: комиссионер 8-го кл. Роман Ваккар и жена майора Екатерина Стенгаль.
Александр Игнатьевич Красницкий, сын Игнатия Степановича Красницкого (р. 27.02.1819). Крещён 6 апреля в церкви Эстляндского пехотного полка; восприемники: подполковник Андрей Афанасьевич Рагозин и жена майора Анна Романова.
Николай Игнатьевич Красницкий, сын Игнатия Степановича Красницкого (р. 9.05.1821). Крещён 25 мая в Соборной церкви г. Динабурга; восприемники: доктор 2-й пехотной дивизии надворный советник Скендерский и жена аптекаря Динабургского госпиталя Софья Гизе.
Юлия Игнатьевна, дочь Игнатия Степановича Красницкого (р. 23.07.1823). Крещена 30 июля в с. Милятино Мосальского езда Калужской губернии; восприемники: помещик с. Татаринец Козельского у. Калужской губ. отставной майор Константин Алексеевич Охотников и девица с. Карташово Анна Афанасьевна Рагозина.
Константин Игнатьевич Красницкий, сын Игнатия Степановича Красницкого (р. 30.03.1827). Крещён 16 апреля в Соборной церкви г. Ряжска; восприемники: дворянин Владимир Николаевич Протопопов и коллежский асессор Лев Казьмич Рагозин.

## От Яна Красницкого
Роспись от польского дворянина Яна Красницкого.

### I колено
Ян Красницкий (род. 1908, Польша), поляк. Жена — Елена Красницкая (род. 1910, Польша). Похоронен в Польше.

### II колено

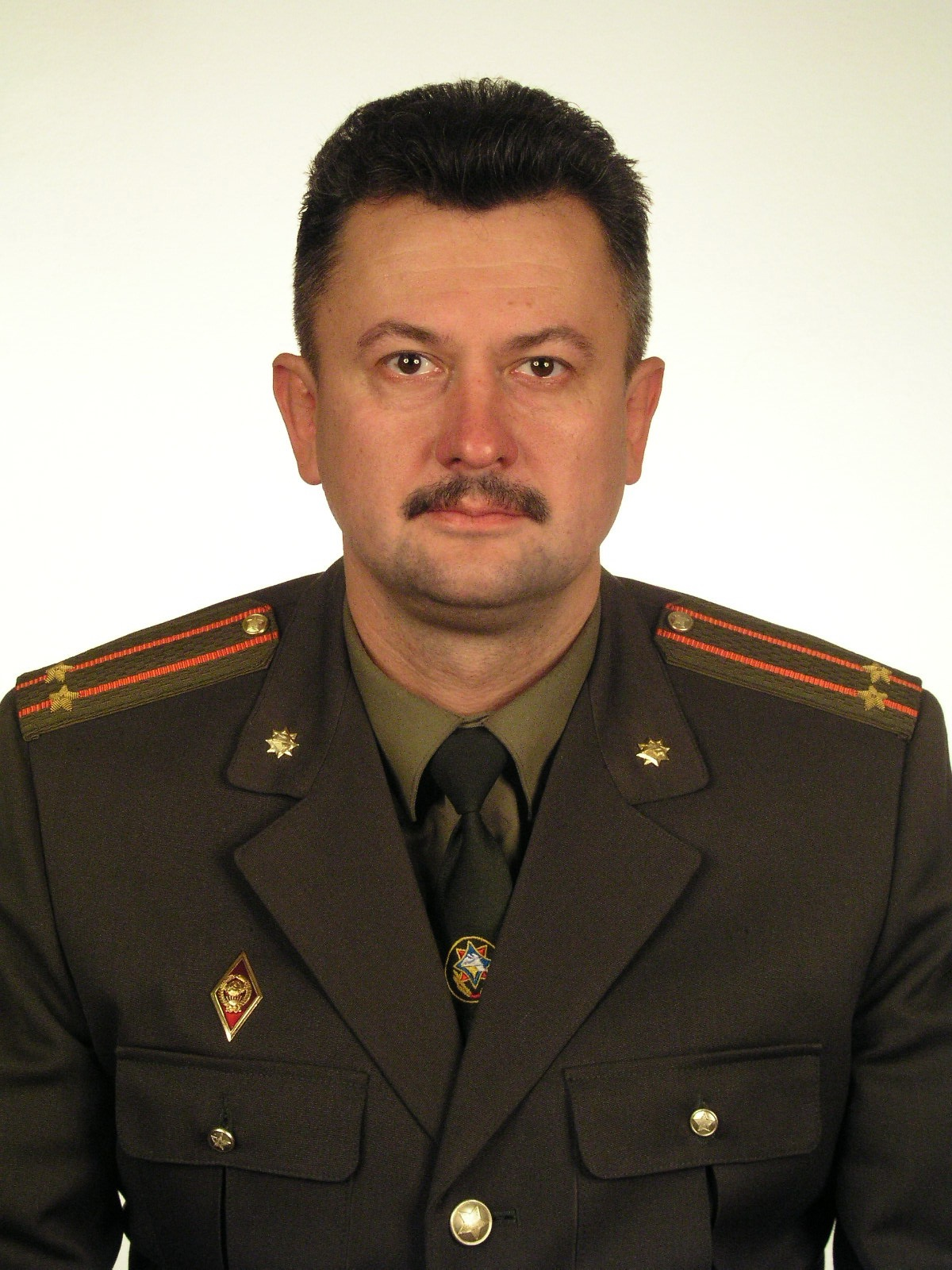
Подполковник МЧС РБ Олег Михайлович Красницкий

Михаил Иванович Красницкий,  сын Яна Красницкого (р. 12 февраля 1937). Жена — Ванда Казимировна Малиновская (Красницкая) (р. 20 июня 1938), дочь капрала Войска Польского Казимира Франциевича Малиновского, из рода Малиновских.
Вадим Иванович Красницкий,  сын Яна Красницкого
Мария Ивановна Красницкая,  дочь Яна Красницкого
Ядвига Ивановна Красницкая,  дочь Яна Красницкого

### III колено
Олег Михайлович Красницкий,  сын Михаила Ивановича Красницкого (р. 6 октябрь 1965, г. Несвиж, БССР) — подполковник МЧС РБ. В 1987 г. окончил Ленинградское пожарно-техническое училище МВД СССР, в 1993 — Академию противопожарной защиты РФ. С 2011 — начальник центра НИИ Пожарной Безопасности Беларуси. Награждён нагрудными знаками: «За заслуги» и «За самаадданую службу» (рус. «За самоотверженную службу») (вручён лично зам. Министра внутренних дел РБ Ю.В. Жадобиным); а также юбилейными медалями: «60 год вызвалення Рэспублікi Беларусь ад нямецка-фашысцкіх захопнікаў» и «150 лет Пожарной службы Беларуси», «За бездакорную службу» III степени  (рус. «За безупречную службу») (10 апреля 2012 года; наградил Президент Республики Беларусь А.Г. Лукашенко, за образцовое выполнение служебных обязанностей).  Жена — Анна Михайловна Соболь (Красницкая), педагог, делегат IV Всебелорусского народного собрания. 2-е детей.
Юрий Михайлович Красницкий,  сын Михаила Ивановича Красницкого
Михаил Михайлович Красницкий,  сын Михаила Ивановича Красницкого
Лилия Михайловна Красницкая,  дочь Михаила Ивановича Красницкого

## Красницкие других гербов
Были также Красницкие польских гербов — Корчак (герб), Самсон, Сас (герб) и Ястржембец (герб).